# چاه سلطانیه
چاه سلطانیه یک منطقهٔ مسکونی در ایران است که در دهستان دستگردان واقع شده‌است.